# NILETTO
NILETTO (справжнє ім'я Данило Сергійович Притков, нар. 1 жовтня 1991 року, Тюмень, Росія) — російський співак. Учасник-проекту «Пісні» на ТНТ (1, 2 сезон). Учасник проекту «Російський ніндзя» на Першому каналі.

### Вибрані пісні
- Bittuev & NILETTO — «Ай» (2019)[6]
- «Любимка» (2019)
TopHit: Top Radio & YouTube Hits — 1-е місце, Top Radio Hits — 14-е місце, Top YouTube Hits — 1-е місце[7]
- «Любимка другая» (2019)[8]
- Bittuev & NILETTO — «Довела» (2019)
TopHit: Top Radio & YouTube Hits — 607-е місце, Top YouTube Hits — 63-е місце[9]
- «Повезёт» (2019)
TopHit: Top Radio & YouTube Hits — 284-е місце, Top YouTube Hits — 32-е місце[10]

- «Ты такая красивая» (2020)